# Obrotów
Obrotów (ukr. Обортів) – wieś na Ukrainie, w obwodzie lwowskim, w rejonie szeptyckim.

## Historia
Pod koniec XIX w. część wsi Witków Stary i młyn w powiecie kamioneckim.
Do 2020 w rejonie radziechowskim.